# مدرسه مؤسسه هنر شیکاگو
مدرسهٔ مؤسسهٔ هنر شیکاگو (SAIC) دانشگاهی خصوصی وابسته به مؤسسه هنر شیکاگو در شیکاگو است.